# Associazione Calcio Padova 1921-1922
Questa voce raccoglie le informazioni riguardanti la Associazione Calcio Padova nelle competizioni ufficiali della stagione 1921-1922.

## Stagione
Il Padova si classificò al quinto posto nel girone B della Prima Divisione della Confederazione Calcistica Italiana.

## Rosa
| N. |                   | Ruolo | Calciatore           |
| -- | ----------------- | ----- | -------------------- |
|    | Italia (bandiera) | P     | Renato Paglianti     |
|    | Italia (bandiera) | D     | Primo Danieli        |
|    | Italia (bandiera) | D     | Girolamo Doni        |
|    | Italia (bandiera) | D     | Gustavo Francesconi  |
|    | Italia (bandiera) | D     | Giuseppe Girani      |
|    | Italia (bandiera) | D     | Luigi Marino (II)    |
|    | Italia (bandiera) | C     | Antonio Busini (III) |
|    | Italia (bandiera) | C     | Aldo Fagiuoli        |
|    | Italia (bandiera) | C     | Antonio Fayenz       |

| N. |                   | Ruolo | Calciatore            |
| -- | ----------------- | ----- | --------------------- |
|    | Italia (bandiera) | C     | Lorenzo Modulo        |
|    | Italia (bandiera) | C     | Giorgio Ronconi       |
|    | Italia (bandiera) | C     | Romolo Turra          |
|    | Italia (bandiera) | A     | Gianangelo Barzan     |
|    | Italia (bandiera) | A     | Leopoldo Conti        |
|    | Italia (bandiera) | A     | Feliciano Monti (II)  |
|    | Italia (bandiera) | A     | Giovanni Monti (III)  |
|    | Italia (bandiera) | A     | Pietro Pastore        |
|    | Italia (bandiera) | A     | Giovanni Zambotto (I) |

## Risultati

### Girone B - Lega Nord

#### Girone di andata
| Arbitro: | Ortali (Bologna) |

|            |           |  |
| Barzan 47’ | Marcatori |  |

| Arbitro: | Panzeri (Milano) |

|                                     |           |              |
| Allemandi 6’ Raso 47’ Allemandi 53’ | Marcatori | 85’ G. Monti |

| Arbitro: | Sarto (Bologna) |

|            |           |            |
| Barzan 14’ | Marcatori | 70’ Mattea |

| Arbitro: | Massa (Torino) |

|                          |           |  |
| Cuttin 85’ Chiabotto 88’ | Marcatori |  |

| Arbitro: | Crivelli (Milano) |

|  |           |             |
|  | Marcatori | 29’ Moruzzi |

| Arbitro: | Venegoni (Legnano) |

|                                       |           |              |
| Brezzi 19’ Baloncieri 42’ Gandini 70’ | Marcatori | 90’ G. Monti |

| Arbitro: | Venegoni (Legnano) |

|                |           |               |
| Busini 9’, 22’ | Marcatori | 25’, 28’ Aebi |

| Arbitro: | Zennaro (Genova) |

|                                    |           |              |
| Sbrana 40’ Corsetti 61’ Favati 85’ | Marcatori | 63’ G. Monti |

| Arbitro: | Fries (Pavia) |

|              |           |                    |
| F. Monti 13’ | Marcatori | 43’ (aut.) Danieli |

| Arbitro: | Panzeri (Milano) |

|                       |           |  |
| Danieli 38’ Conti 88’ | Marcatori |  |

| Arbitro: | Canestrini (Novara) |

|                         |           |            |
| Girani 50’ Fagiuoli 55’ | Marcatori | 81’ Agradi |

#### Girone di ritorno
| Arbitro: | A.Gama (Milano) |

|  |           |            |
|  | Marcatori | 85’ Barzan |

| Arbitro: | Guiot (Milano) |

|                        |           |               |
| G. Monti 9’ Girani 20’ | Marcatori | 89’ Allemandi |

| Arbitro: | Canepa (Genova) |

|  |           |                   |
|  | Marcatori | 64’ (rig.) Fayenz |

| Arbitro: | Ricci (Modena) |

|                                    |           |               |
| Conti 70’ (rig.) G. Monti 77’, 85’ | Marcatori | 21’ Chiabotto |

| Arbitro: | Canestrini (Novara) |

|                          |           |                                              |
| Crotti 16’, 28’ Aebi 40’ | Marcatori | 7’ F. Monti 8’ Barzan 73’ Conti 77’ Fagiuoli |

| Arbitro: | Scamoni (Torino) |

|                             |           |             |
| Barzan 26’ Conti 92’ (rig.) | Marcatori | 7’ Corsetti |

| Arbitro: | Scamoni (Torino) |

|                   |           |  |
| Falchi 24’ (rig.) | Marcatori |  |

| Arbitro: | Armano (Torino) |

|           |           |  |
| Rizzi 35’ | Marcatori |  |

| Arbitro: | Crivelli (Milano) |

|                        |           |              |
| Manzotti 29’ Pippo 65’ | Marcatori | 68’ G. Monti |

| Arbitro: | Armano (Torino) |

|                                                              |           |              |
| Mariani 9’ Aycard 44’ Bergamino 61’, 64’, 70’ Sardi 84’, 89’ | Marcatori | 76’ Fagiuoli |

| Arbitro: | Scamoni (Torino) |

|                               |           |                |
| Conti 24’ (rig.) G. Monti 83’ | Marcatori | 62’ Baloncieri |

## Statistiche

### Statistiche di squadra
| Competizione               | Punti | In casa | In casa | In casa | In casa | In casa | In casa | In trasferta | In trasferta | In trasferta | In trasferta | In trasferta | In trasferta | Totale | Totale | Totale | Totale | Totale | Totale | DR |
| Competizione               | Punti | G       | V       | N       | P       | Gf      | Gs      | G            | V            | N            | P            | Gf           | Gs           | G      | V      | N      | P      | Gf     | Gs     | DR |
| -------------------------- | ----- | ------- | ------- | ------- | ------- | ------- | ------- | ------------ | ------------ | ------------ | ------------ | ------------ | ------------ | ------ | ------ | ------ | ------ | ------ | ------ | -- |
| Prima Divisione - girone B | 23    | 11      | 7       | 3       | 1       | 19      | 10      | 11           | 3            | 0            | 8            | 11           | 26           | 22     | 10     | 3      | 9      | 30     | 36     | -6 |

### Statistiche dei giocatori
| Giocatore      | Prima Divisione | Prima Divisione |
| Giocatore      | Presenze        | Reti            |
| -------------- | --------------- | --------------- |
| A. Barzan      | 22              | 5               |
| A. Busini      | 10              | 2               |
| L. Conti       | 15              | 6               |
| P. Danieli     | 22              | 1               |
| G. Doni        | 1               | 0               |
| A. Fagiuoli    | 19              | 3               |
| A. Fayenz      | 22              | 1               |
| G. Francesconi | 14              | 0               |
| G. Girani      | 15              | 2               |
| L. Marino      | 5               | 0               |
| L. Modulo      | 20              | 0               |
| F. Monti       | 19              | 2               |
| G. Monti       | 22              | 8               |
| R. Paglianti   | 22              | -36             |
| P. Pastore     | 4               | 0               |
| G. Ronconi     | 5               | 0               |
| R. Turra       | 2               | 0               |
| G. Zambotto    | 3               | 0               |